# Indiai mókuscickány
Az indiai mókuscickány (Anathana ellioti) az emlősök (Mammalia) osztályának a mókuscickányok (Scandentia) rendjéhez, ezen belül a mókuscickányfélék (Tupaiidae) családjához tartozó Anathana nem egyetlen faja.

## Elterjedése
Indiában honos. Trópusi erdők lakója.

## Megjelenése
Karcsú testű, átlagosan 39 cm a farkával együtt a testhossza. Hosszú szőrös bozontos farka  és az emberéhez hasonló kerek fülei vannak.
Hátoldala szürkésbarna, a hasa és vállcsíkja világos sárgásbarna.

## Életmódja
Nappal kisebb nagyobb rovarokkal, férgekkel és gyümölcsökkel táplálkozik. A talajon és a lombkoronában is jól érzi magát, a fákon a farkával egyensúlyoz, kormányoz. Éjjel faodvakban, sziklahasadékokban pihen.